# 1176 Lucidor
1176 Lucidor eller 1930 VE är en asteroid i huvudbältet som upptäcktes 15 november 1930 av den belgiske astronomen Eugène Joseph Delporte i Uccle. Den har fått sitt namn efter en vän till upptäckaren.
Asteroiden har en diameter på ungefär 17 kilometer.